# Obchodní centrum Růže
Obchodní centrum Růže bylo obchodní centrum v Chodově v Praze 11, na adrese Roztylská 2232/17. Rozloha byla 11 000 m². Fungovala zde pobočka České pošty, byla zde různá kasina. Existovalo mezi roky 1991 až 2015, tedy 24 let.

## Historie
Začalo se stavět koncem 80. let, bylo dokončeno až po revoluci, v roce 1991. Po výstavbě Centra Chodov v roce 2005 mělo OC Růže malou návštěvnost. Bylo zavřeno 15. ledna 2015 a zbouráno na jaře 2015, aby na jeho místě mohlo být postaveno rozšíření OC Chodov. To bylo otevřeno v říjnu 2017.